# Блу Маунд (Канзас)
Блу Маунд (енгл. Blue Mound) град је у америчкој савезној држави Канзас.

## Демографија
По попису из 2010. године број становника је 275, што је 2 (-0,7%) становника мање него 2000. године.
| Група             | 2000.       | 2010.       |
| Белци             | 273 (98,6%) | 268 (97,5%) |
| Афроамериканци    | 0 (0,0%)    | 1 (0,4%)    |
| Азијати           | 0 (0,0%)    | 0 (0,0%)    |
| Хиспаноамериканци | 0 (0,0%)    | 0 (0,0%)    |
| Укупно            | 277         | 275         |